# Compsophorus rufopetiolatus
Compsophorus rufopetiolatus är en stekelart som först beskrevs av Cameron 1902.  Compsophorus rufopetiolatus ingår i släktet Compsophorus och familjen brokparasitsteklar. Inga underarter finns listade i Catalogue of Life.